# Tesker
Tesker – miasto w Nigrze, w regionie Zinder, w departamencie Gouré.